# Красиков, Александр Владимирович
Кра́сиков Алекса́ндр Влади́мирович — прапорщик, помощник дежурного коменданта Управления ФСБ России по Кабардино-Балкарской Республике, Герой Российской Федерации (2005).

## Биография
Родился 25 октября 1958 года в городе Нальчик Кабардино-Балкарской АССР. По национальности русский. Окончил среднее специальное учебное заведение. С 1995 года служил в должности помощника дежурного коменданта Управления ФСБ России по Кабардино-Балкарской Республике.
13 октября 2005 года вооруженные боевики атаковали основные силовые подразделения Кабардино-Балкарской Республики. По разным источникам, в нападении на город Нальчик участвовали от 150 до 300 террористов, которые одновременно атаковали здания силовых ведомств: военкомат, воинскую часть — всего 18 объектов правоохранительных органов и федеральных силовых структур. Александр Красиков погиб при отражении попытки вооруженного захвата здания Управления ФСБ России, получил проникающее ранение головы, пулевое ранение спины и множество других ранений.
Глава Республики Кабардино-Балкария Арсен Каноков:
«Три года назад 35 сотрудников правоохранительных органов погибли в мирное время, защищая Нальчик от напавших боевиков. Прапорщик ФСБ Александр Красиков принял первый удар и отстреливался до последнего патрона. Беспощадный борец с бандитским подпольем начальник республиканского УБОП Анатолий Кяров погиб от рук боевиков в январе этого года»
Похоронен в Нальчике. У Александра осталось четверо детей.
4 ноября 2005 года Указом Президента РФ посмертно присвоено звание Героя Российской Федерации. Награда была вручена в Кремле матери и жене прапорщика.
В октябре 2006 года генерал-майор С. Ушаков представил ходатайство в ФСБ РФ с просьбой о зачислении навечно Красикова в список воинской части, в которой он проходил службу.

## Награды
- Герой Российской Федерации — за мужество и героизм, проявленные при исполнении служебного долга (2005).
- Медали.

## Память
- Мемориальная доска в здании Управления ФСБ России в Нальчике (2005)[10].
- Мемориальная доска в здании гимназии № 13, в которой А. В. Красиков проходил обучение (2006)[11].
- Мемориальная доска на площади перед Домом Правительства (2010)[12].
- 20 февраля 2018 года почтой России была выпущена почтовая марка из серии «Герой Российской Федерации» с изображением А. В. Красикова. К выпуску марки также были подготовлены конверты первого дня и штемпеля специального гашения для Москвы и Санкт-Петербурга.